# 검은 띠의 후계자
"검은 띠의 후계자"는 한국에서 제작된 최영철 감독의 1976년 범죄, 드라마 영화이다. 황인식 등이 주연으로 출연하였고 김용덕 등이 제작에 참여하였다.

## 출연

### 주연
- 황인식
- 장욱제

## 기타
- 조명: 이현우
- 미술: 조경환